# Шере, Жюль
Жан Жюль Шере́ (фр. Jean Jules Chéret; 31 мая 1836, Париж — 23 сентября 1932, Ницца) — французский рисовальщик, литограф. Наряду с Анри де Тулуз-Лотреком один из основоположников искусства театральной афиши и рекламного плаката. Старший брат скульптора Жозефа Шере.

## Жизнь и творчество
Жан Жюль Шере — сын Никола Мари Шере, типографа, и Жюстин Ормо. Семья нуждалась и Жюль с 1849 года в течение трёх лет обучался ремеслу литографа, а затем устроился рабочим в компанию, специализирующуюся на религиозных изображениях. Он поступил на вечерние курсы в Малую школу в Париже (la Petite École à Paris), будущую Национальную высшую школу декоративных искусств, где его учитель Орас Лекок де Буабодран учил его делать наброски по памяти и рисовать фигуры в движении.

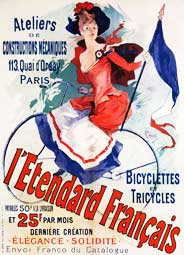
L'Etendard Francais. Афиша магазина велосипедов на набережной Орсе в Париже. 1891

В юности Шере часто посещал парижские музеи; наибольшее влияние на него оказали живописцы рококо, в первую очередь Ватто и Фрагонар. Он также посетил Италию — поездка, типичная для художников всех времён. После поездки в 1854 году в Лондон, в 1858 году он создал получившую высокую оценку афишу для оперетты Жака Оффенбаха «Орфей в аду». В следующем году он вернулся в Лондон, восхищался работами Уильяма Тёрнера и Джона Констебла. В Лондоне он также познакомился с техникой хромолитографии. Он также познакомился с парфюмером Эженом Риммелем, который стал его другом и покровителем и для которого он разрабатывал этикетки и рекламные проспекты. Он оставался в Лондоне почти шесть лет.
В 1866 году, вернувшись во Францию, Жюль Шере открыл в Париже свою первую литографскую мастерскую, где разработал и напечатал сотни цветных плакатов. Большая часть его плакатов посвящена рекламе развлечений всех видов, а также лёгким музыкальным, литературным или театральным представлениям. В 1881 году Шере продал права на свои печатные работы издательству «Chaix», в котором стал художественным руководителем. Там же он печатал журнал «Les Maîtres de l’affiche», среди его учеников были Люсьен Лефевр, Жорж Менье и Рене Пеан.
Жюль Шере значительно упростил технологический процесс печати цветной литографии, добившись возможности делать оттиски двумя различными красками с одного литографского камня. 1889 год ознаменовался его первой персональной выставкой плакатов, рисунков пастелью и гуашью в Театре де Ла Потиньер в Париже. Художник участвовал во Всемирных выставках 1878 и 1889 годов, на которых его работы завоевали золотую и серебряную медали соответственно. Он завоевал золотую медаль на Всемирной выставке в 1900 году в Париже. В том же году получил звание кавалера ордена Почётного легиона. Он также познакомился с коллекционером Йозефом Виттой, который стал его покровителем и которому он дарил свои живописные произведения.
В 1895 году Шере начал заниматься монументально-декоративным искусством, создавая монументальные росписи в частных домах и общественных зданиях: в Эвиане — вилла Ла Сапиньер, принадлежавшая барону Йозефу Витта; в Париже — салон Отель-де-Виль (1896—1903) и занавес театра Музея Гревен, на котором изображены поющие и танцующие Пьеро и Коломбина, ведущие радостную фарандолу в ночном небе Парижа; в Нейи-сюр-Сен — декор частного особняка Мориса Фенайля (1901); в Ницце, зал заседаний префектуры (1906).
В 1912 году художнику был присвоено второе звание — командора Ордена Почётного легиона, а 22 августа 1926 года — великого офицера.
В преклонном возрасте Жюль Шере поселился на юге Франции. В 1925 году, страдая от слепоты, он прекратил заниматься живописью. Он умер в 1932 году в возрасте девяносто шести лет на своей вилле «Floréal», расположенной на горе Мон-Борон в Ницце, оставив Мари Альфонсину Крезет вдовой. Похоронен на кладбище Сен-Венсан в парижском квартале Монмартр.

## Значение творчества
В 1933 году, через год после смерти Шере, в Осеннем салоне в Париже состоялась большая ретроспективная выставка творчества художника. Совершенствование метода печати цветных плакатов, разработка технологий, позволяющих использовать большие форматы и печатать значительные тиражи, позволили рекламному плакату и театральной афиши обрести собственную жизнь.

Но именно Жюль Шере стал печатать афиши и плакаты в технике цветной литографии по собственным рисункам. Их успех был огромен. Яркие и броские афиши театров, кабаре, цирка, танцевальных залов, магазинов и ипподромов, рекламы журналов и новых товаров, по свидетельству современников, буквально расцветили серые улицы Парижа. Это было рождение нового вида искусства. Д. И. Митрохин в 1907 году писал из Парижа о «необычном искусстве афиш, которые как фантастические цветы распускаются на плесени старых серых стен». В художественном стиле Шере соединились черты европейского ар нуво, японской графики и даже, вероятно, искусства Русские сезоны Русских балетных сезонов в Париже. Шере выполнил около тысячи двухсот литографских плакатов и афиш. Многие ему подражали. Не избежал влияния Шере и такой оригинальный мастер, как Анри де Тулуз-Лотрек  
В период с 1895 по 1900 год Жюль Шере издал коллекцию лучших плакатов парижских художников в уменьшённом формате «Les Maîtres de l’affiche». Эта серия также имела большой успех и вызвала множество подражаний. Шере был дружен с многими выдающимися французскими художниками. Среди них — Клод Моне, Эдгар Дега, Жорж Сёра, Огюст Роден, Теофиль Стейнлен, Жак Вийон. Находками Шере воспользовались такие художники, как Тулуз-Лотрек, Т.-А.Стейнлен, Эжен Грассе, Альбер Гийом.

## Галерея

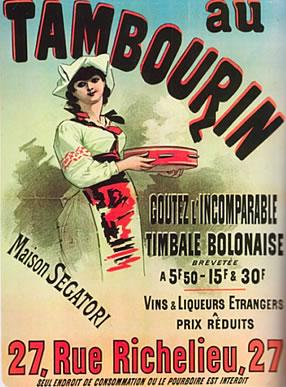
Кафе Тамбурин. 1885
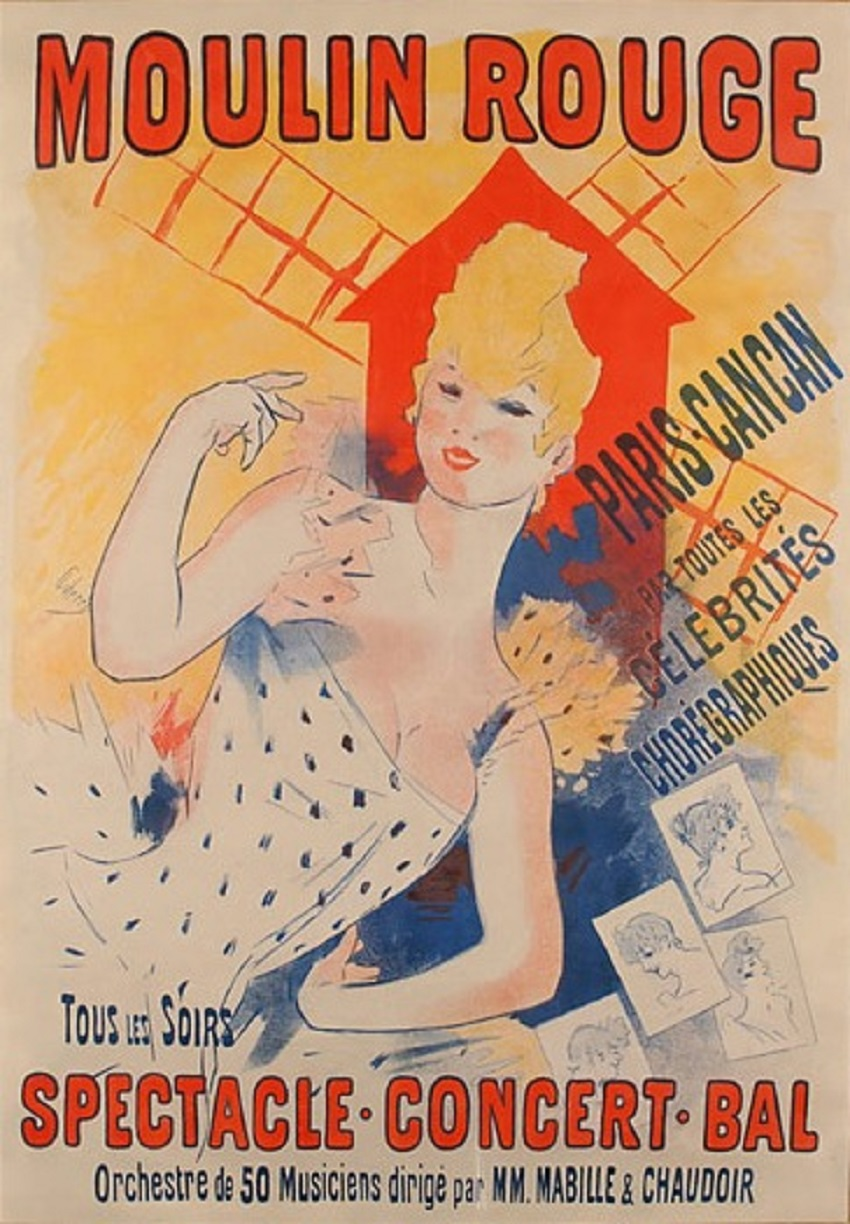
Мулен Руж. 1890
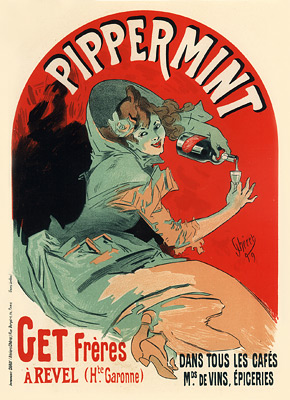
Pippermint. Между 1896 и 1900
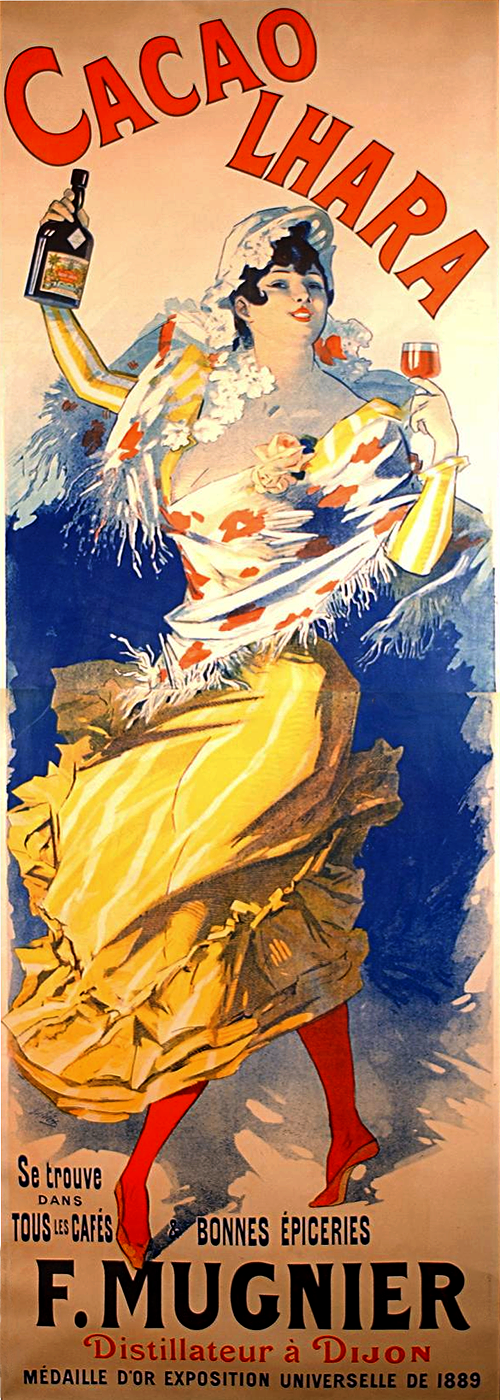
Cacao Lhara. Ок. 1890
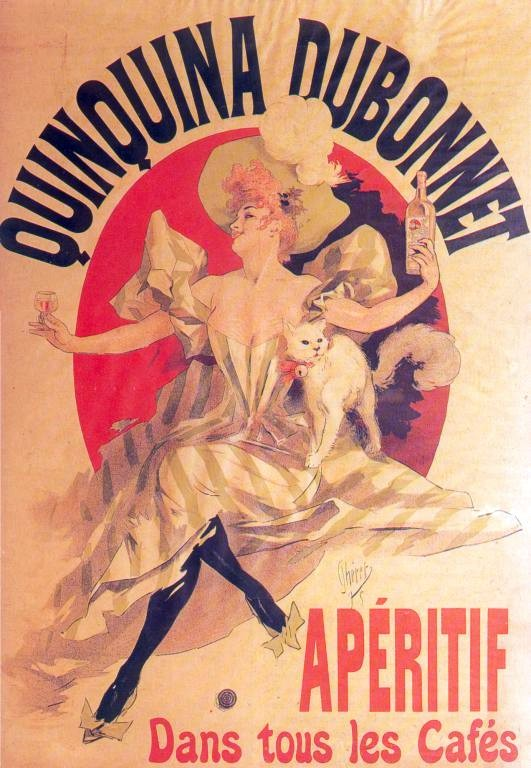
Quinquina Dubonnet. 1895
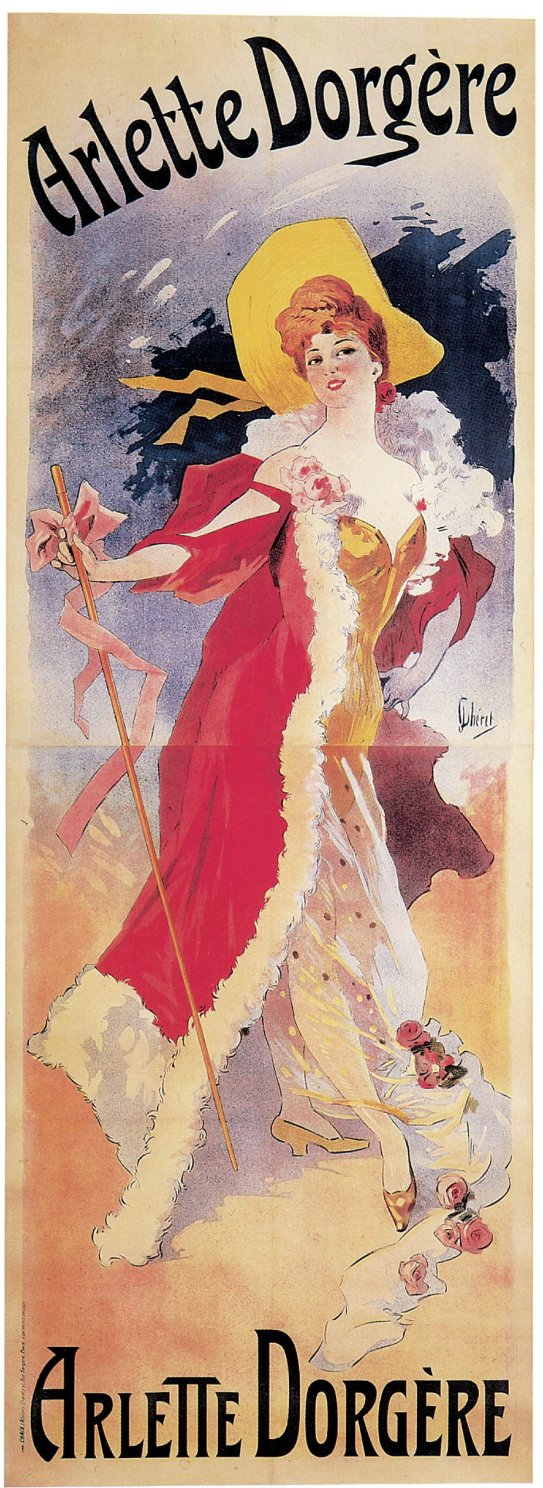
Арлетта Доржер
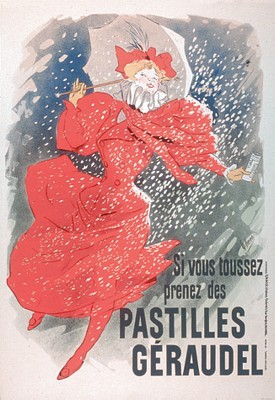
Pastilles Geraudel. Ок. 1890
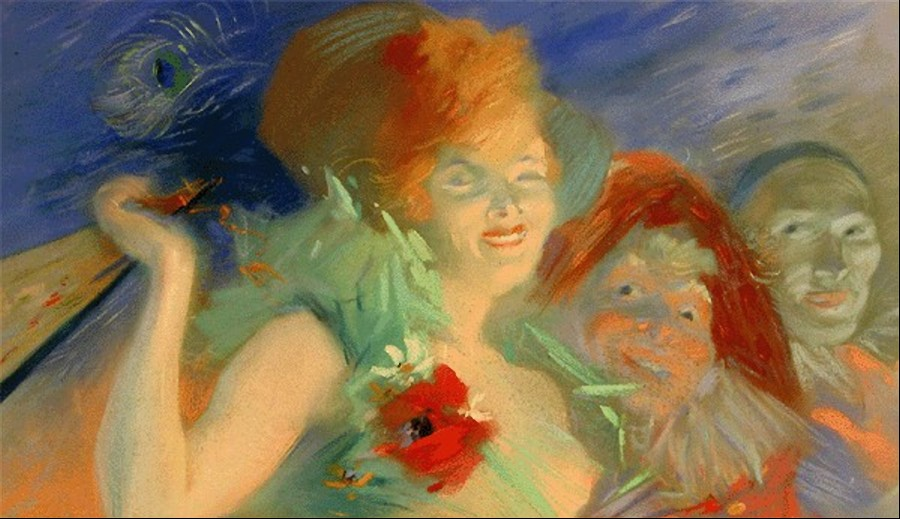
Маскарад. Ок. 1900
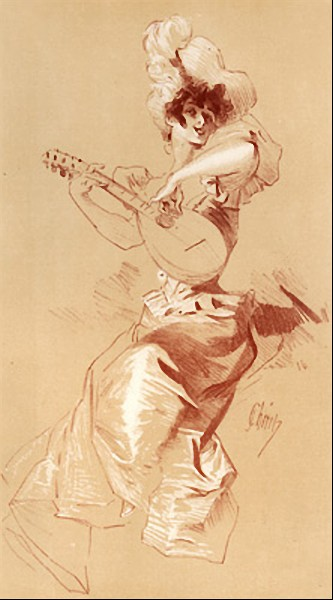
Музыка. 1891
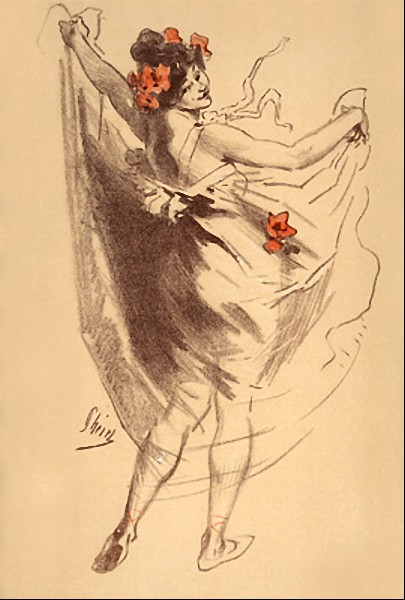
Танец. 1891
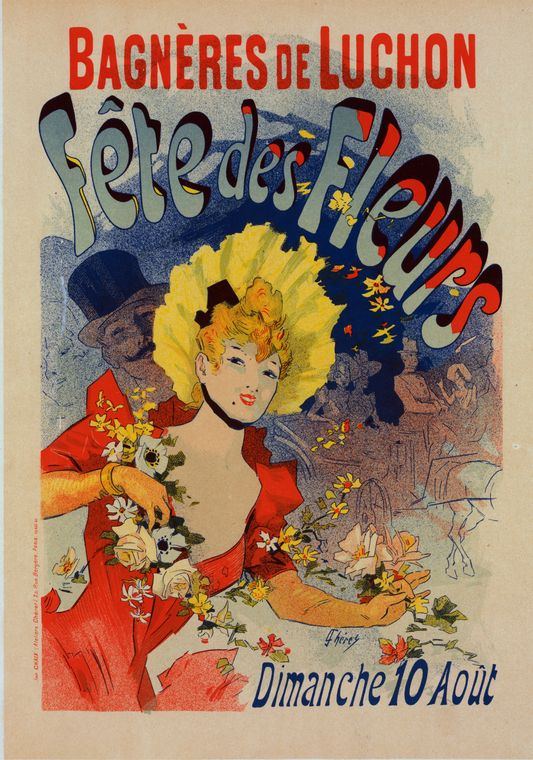
Праздник цветов в Баньер-де-Люшон. 1890
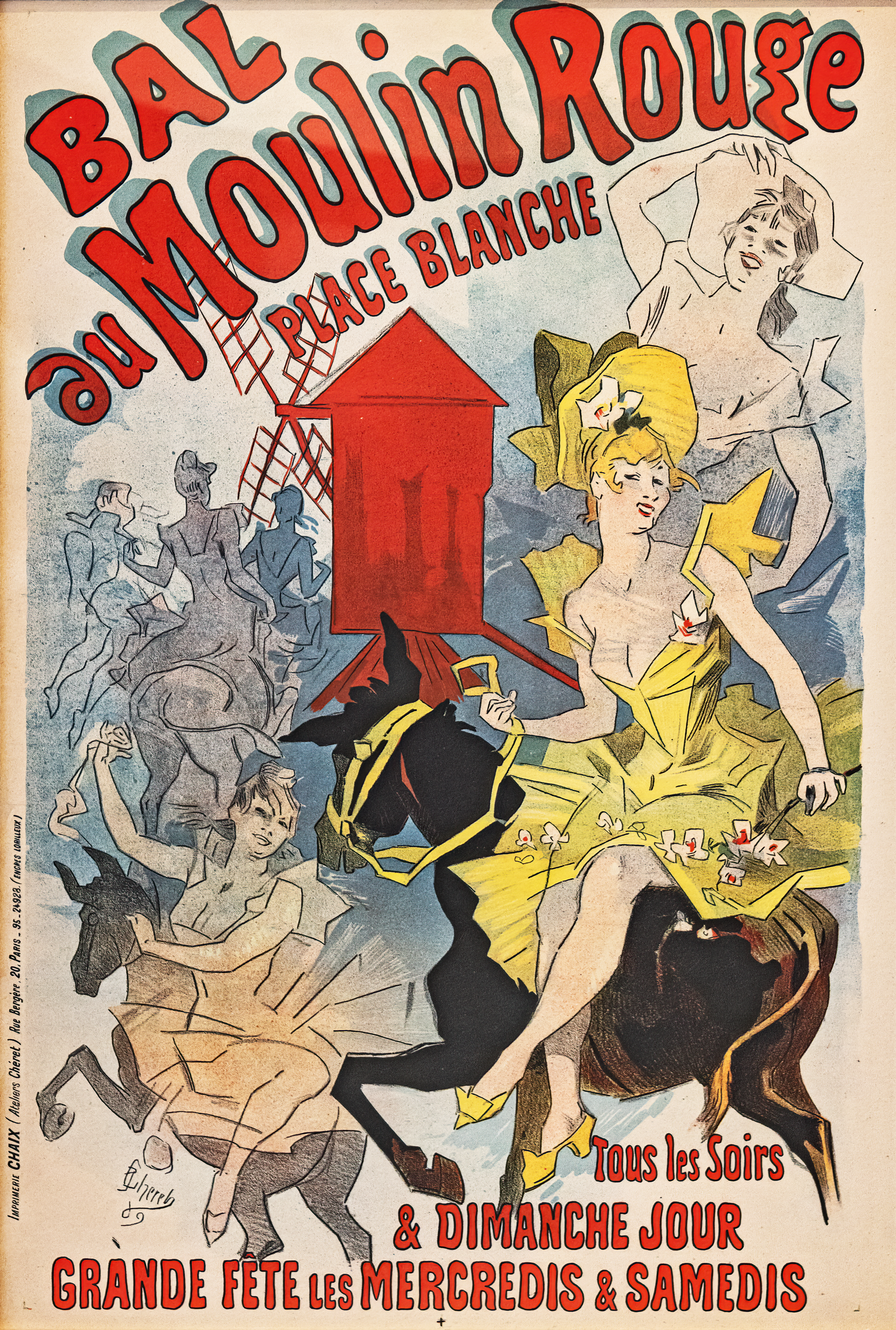
Бал в Мулен Руж. 1889
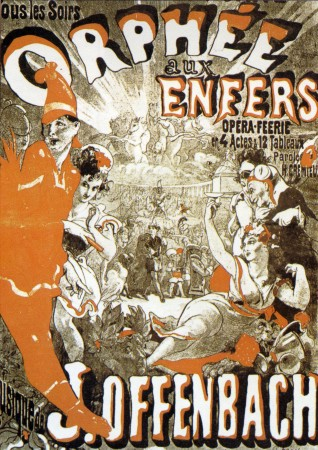
Орфей в аду. 1858
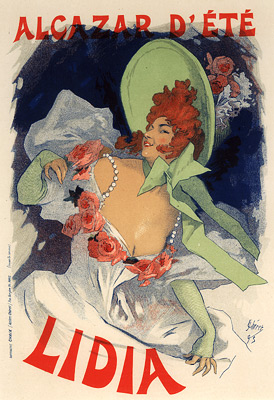
Лидия в Альказаре. 1895
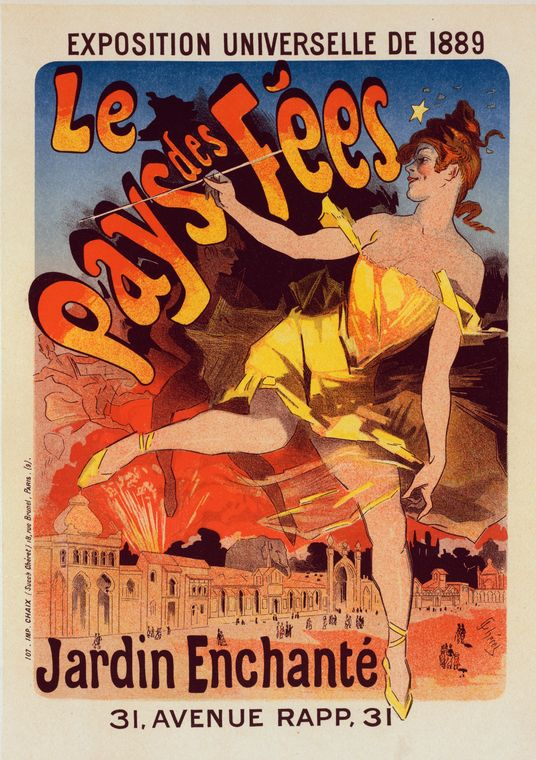
Страна Фей. Всемирная выставка 1889
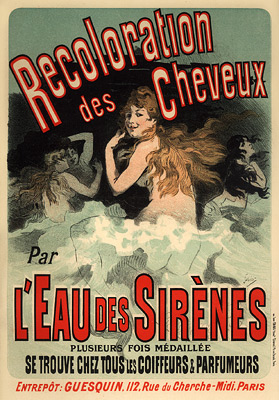
Вода сирен: окрашивание волос. Между 1896 и 1900